# Univerzita Paris sciences et lettres
Univerzita Paris sciences et lettres je veřejná výzkumná univerzita se sídlem v Paříži ve Francii. Vznikla spojením jedenácti akademických a výzkumných institucí za podpory tří výzkumných organizací.
Univerzita je široce známá ve vědě, technologiích a několika dalších oblastech, jako management a ekonomika.